# Agroalim Distribution
Agroalim Distribution este o companie din România care are ca obiect de activitate distribuția de produse congelate și refrigerate.
Compania a fost înființată în anul 1991 de către Mounir Halawani, cetățean cu naționalitate libaneză și română.
Portofoliul Agroalim, lider național în distribuția de produse congelate și refrigerate, conține produse precum carne de toate tipurile, legume, fructe, lactate, foietaj, uleiuri, atât produse din gama premium, cât și populare. Compania a fost cumpărată de Smithfield Foods în anul 2007.
Agroalim Distribution face parte din Agroalim Group, din care mai face parte și compania Agroalim Logistic.
Grupul, care are 400 de angajați, 9 depozite și o flotă de 200 de camioane, livrează anual aproximativ 40.000 de tone de produse alimentare și se numără printre cei mai mari trei distribuitori de produse congelate și refrigerate de pe piață românească, alături de companiile deținute de investitorii locali Macromex și Whiteland.
În anul 2008, cifra de afaceri a Agroalim Group a ajuns la 237 milioane de lei (65 milioane de euro). Agroalim Distribution a avut afaceri de 62,7 milioane euro în 2008, în timp ce divizia de logistică Agroalim Logistic a realizat o cifră de afaceri 1,6 milioane euro.